# بيت حصبة (الحيمة الخارجية)

تعديل مصدري - تعديل

بيت حصبة هي إحدى قرى عزلة الربع بمديرية الحيمة الخارجية التابعة لمحافظة صنعاء، بلغ تعداد سكانها 434 نسمة حسب تعداد اليمن لعام 2004.